# Londýn (hrabství)

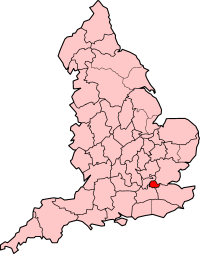
Hrabství Londýn na mapě Anglie

Hrabství Londýn (angl. County of London) bylo anglickým administrativním a ceremoniálním hrabstvím od 1. dubna 1889 do 31. března 1965. Hraničilo s hrabstvími Middlesexem na severu a západě, Essexem na severovýchodě, Kentem na jihovýchodě a Surrey na jihu.
Bylo vytvořeno na základě zákona o místní správě z roku 1888 jako část všeobecně zaváděného systému rad hrabství (angl. county council) a bylo spravováno radou hrabství Londýn (angl. London County Council).
Hrabství zahrnovalo menší území než současný Velký Londýn a součástí jeho území nebyla oblast City, která tak tvořila enklávu. Oblast hrabství byla vymezena hranicemi, do kterých spadají současné městské obvody – Camden, Greenwich, Hackney, Hammersmith a Fulham, Islington, Kensington a Chelsea, Lambeth, Lewisham, Southwark, Tower Hamlets, Wandsworth a Westminster.
Hrabství bylo zrušeno k 1. dubnu 1965 a bylo nahrazeno mnohem větším celkem Velkým Londýnem, do kterého byl začleněn téměř celý Middlesex, části Surrey, Kentu, Essexu a Hertfordshiru.
Území původního hrabství je v současnosti občas označováno jako Vnitřní Londýn. Po zrušení hrabství nově vzniklá správní instituce neřídila školství, a tak byla ustavena organizace pro správu školství (Inner London Education Authority) na území původního hrabství.

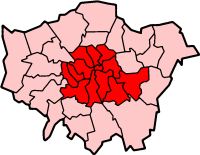
Hrabství Londýn (červená barva) zobrazené v rámci Velkého Londýna, zachycuje územní rozdíl mezi jednotlivými správními celky.

V roce 1899 bylo hrabství rozděleno na 28 metropolitních oblastí (metropolitan boroughs), které nahradily historické farnosti (parish a vestry) jako druhý stupeň správy Londýna. Když bylo hrabství zrušeno, byly metropolitní oblasti spojeny do 12 městských částí (borough).
| 1. City – nebyla metropolitní oblastí | 1. City – nebyla metropolitní oblastí | Rozdělení hrabství Londýn na metropolitní oblasti |
| 1. Westminster 2. Holborn 3. Finsbury 4. Shoreditch 5. Bethnal Green 6. Stepney 7. Bermondsey 8. Southwark 9. Camberwell 10. Deptford 11. Lewisham 12. Woolwich 13. Greenwich 14. Poplar | 1. Hackney 2. Stoke Newington 3. Islington 4. St Pancras 5. Hampstead 6. St Marylebone 7. Paddington 8. Kensington 9. Hammersmith 10. Fulham 11. Wandsworth 12. Lambeth 13. Battersea 14. Chelsea | Rozdělení hrabství Londýn na metropolitní oblasti |